# Jón Dagur Þorsteinsson
Jón Dagur Þorsteinsson (Kópavogur, 26 de noviembre de 1998) es un futbolista islandés que juega en la demarcación de extremo para el Hertha Berlín de la 2. Bundesliga.

## Selección nacional
Tras jugar en las categorías inferiores de la selección, finalmente hizo su debut con la selección de fútbol de Islandia el 15 de noviembre de 2018 en un encuentro de la Liga de Naciones de la UEFA 2022-23 contra Bélgica que finalizó con un resultado de 2-0 a favor del combinado belga tras un doblete de Michy Batshuayi.

### Goles internacionales
| # | Fecha                   | Estadio                                         | Oponente            | Gol | Resultado | Competición                                          |
| - | ----------------------- | ----------------------------------------------- | ------------------- | --- | --------- | ---------------------------------------------------- |
| 1 | 11 de enero de 2019     | Estadio Internacional Jalifa, Rayán, Catar      | Suecia              | 2-2 | 2–2       | Amistoso                                             |
| 2 | 14 de noviembre de 2021 | Toše Proeski Arena, Skopie, Macedonia del Norte | Macedonia del Norte | 1-1 | 3-1       | Clasificación para la Copa Mundial de Fútbol de 2022 |
| 3 | 6 de junio de 2022      | Laugardalsvöllur, Reikiavik, Islandia           | Albania             | 1–1 | 1-1       | Liga de Naciones de la UEFA 2022-23                  |
| 4 | 13 de junio de 2022     | Laugardalsvöllur, Reikiavik, Islandia           | Israel              | 1–0 | 2-2       | Liga de Naciones de la UEFA 2022-23                  |
| 5 | 7 de junio de 2024      | Estadio de Wembley, Londres, Inglaterra         | Inglaterra          | 0-1 | 0-1       | Amistoso                                             |
| 6 | 6 de septiembre de 2024 | Laugardalsvöllur, Reikiavik, Islandia           | Montenegro          | 2–0 | 2-0       | Liga de Naciones de la UEFA 2024-25                  |

## Clubes
| Club          | País       | Año       | Partidos | Goles |
| ------------- | ---------- | --------- | -------- | ----- |
| HK Kópavogur  | Islandia   | 2014-2015 | 9        | 0     |
| Fulham F. C.  | Inglaterra | 2015-2018 | 0        | 0     |
| Vendsyssel FF | Dinamarca  | 2018-2019 | 30       | 4     |
| Aarhus GF     | Dinamarca  | 2019-2022 | 99       | 20    |
| OH Leuven     | Bélgica    | 2022-2024 | 76       | 20    |
| Hertha Berlín | Alemania   | 2024-     | 20       | 0     |